# Cinq G
Cinq G (Senk Że) – polski zespół wykonujący muzykę z pogranicza ragga i dancehallu. Powstał w 2002 roku w Warszawie. W skład zespołu wchodzą: Grande Pe, Mista Pita, Tomasz „Radikal Irie” Konca i Anna „Lady Mocca” Zabrodzka. Na koncertach zespół wspierają m.in.: Erudeigrek (gitara basowa) i Hub X (perkusja). Z zespołem współpracowali: Mamuta vel Stasiek, Kamil Głuszek, Anna Różewicz, Jorge Luiz, Ambasada i Doktór Padolina.

## Dyskografia
- P.I.Ę.Ć.G.I.E. Panama (2004)[1]
- Fogga Ragga (2006)[2]
- Juma (2007)[3]
- Mocna Czwórka (2011)